# Irving Cummings
Irving Cummings, geboren als Irving Camisky (New York, 9 oktober 1888 – Los Angeles, 18 april 1959) was een Amerikaans acteur en regisseur.

## Levensloop en carrière
Cummings werd geboren in 1888. Hij begon zijn carrière op Broadway en speelde hier naast de toen bekende Lillian Russell. Zijn filmdebuut maakte hij in 1909. In 1919 speelde hij naast Gloria Swanson in Don't Change Your Husband en in 1920 naast Buster Keaton in The Saphead. Als regisseur kreeg hij in 1929 een Oscarnominatie voor zijn film In Old Arizona. In de jaren 30 regisseerde hij verschillende films met Shirley Temple alsook onder meer The Story of Alexander Graham Bell (1939). Andere bekende films onder zijn regie waren That Night in Rio uit 1941 en Double Dynamite uit 1951.
Cummings was in 1917 gehuwd met Ruth Sinclair. In 1959 overleed hij op 70-jarige leeftijd.
- Biblioteca Nacional de España: XX1536056
- Bibliothèque nationale de France: cb140112717 (data)
- Catàleg d'autoritats de noms i títols de Catalunya: 981058514902206706
- Gemeinsame Normdatei: 138342393
- International Standard Name Identifier: 0000 0000 6308 7669
- Library of Congress Control Number: n87914295
- Nationale Bibliotheek van Tsjechië: xx0157107
- Nationale bibliotheek van Australië: 40633379
- Nationale Bibliotheek van Israël: 987007459805005171
- Nederlandse Thesaurus van Auteursnamen: 073947105
- SNAC: w6cs98fq
- Système universitaire de documentation: 158966805
- Trove: 1440290
- Virtual International Authority File: 12503121
- WorldCat: E39PBJqk9Qbrp48QDPXGyCmyBP